# Székelytámadt vár

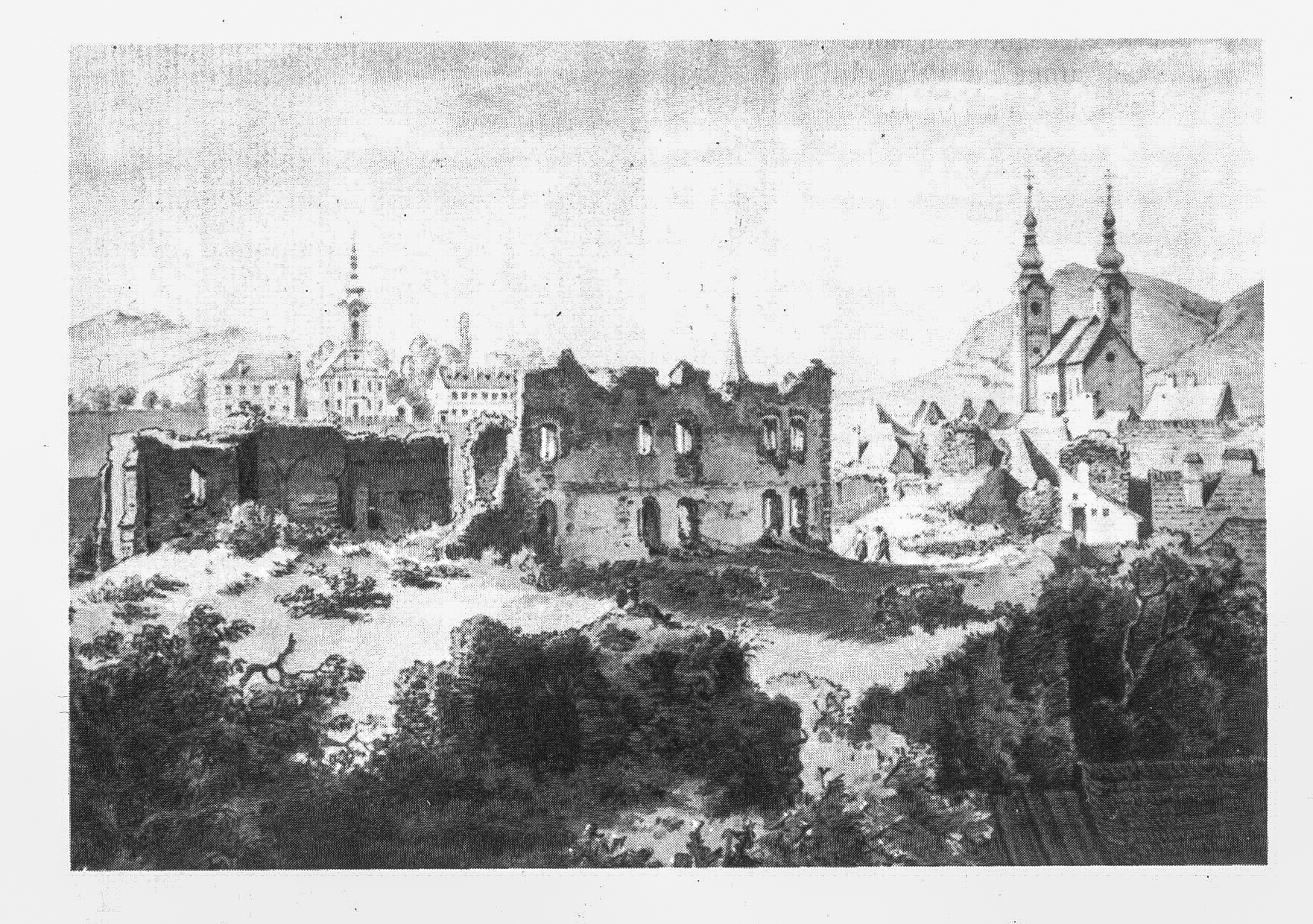
Székelytámadt vár romjai az 1850-es években, Ludwig Rohbock rajza

A Székelytámadt vár Hargita megye műemlékeinek hivatalos jegyzékében (1992 óta) műemléképületként szerepel. 
Egyéb nevei: Udvarhelyi vár (1492, 1572, 1577), Székely Támadt vár (1562, 1564), Csonkavár (1706-tól), gúnyosan még Zabolavár.

## Leírása
A székelyudvarhelyi Főtér (Szabadság tér) északnyugati sarkától a Vár utcán haladva északkeleti irányban, mintegy 200 méterre a székelyudvarhelyi vár előterébe érkezünk. A középkori vár az egykori kisváros meghatározó építménye volt, de ma is sajátos hangulatot kölcsönöz az egykori Törvényszék utca mögötti városrésznek. Ha szemben állunk a vár bejáratával, jobbra a nyolcszögű Fóris-bástya, mögötte hátul a szintén nyolcszögű Hajdú bástya, míg bal kéz felől, elől a Bánffy-bástya, és emögött, az udvar északi végében a Telegdy-bástya („el-romlott” megjelöléssel; a Kornis utca felőli részen ma is látható a feltehetően Kornis-címer és egy felirat helye) helyreállított maradványai láthatók. A bástyákat a különböző időszakokban itt parancsnokló várkapitányokról nevezték el (Albert Dávid, 1991).

## Története
A mai Székelyudvarhely területén legkorábban a római időkben épült erődítmény (castrum) a határvédelem céljából. Ez a castrum is illeszkedett a sófalvi, siklódi, martonosi, énlaki, székelyszentmihályi castrumok sorába, amelyeket keletre a homoródszentpáli folytatott.
Az udvarhelyi castrum a 2. század vége felé épült, őrizetét a germánokból álló Cohors I. Ubiorum és Cohors IV. Britannica néhány centuriája látta el.
248-ban, I. Philippus Arabus római császár uralkodása idején a germánok betörtek Pannóniába, és a gótok serege, amelyben voltak még tajfálok, asdingok, kárpok és peucinok is, Erdélyt, majd Moesiát pusztította végig. Ez egy zűrzavaros időszak volt, ismétlődő barbár támadásokkal, győzelmekkel és vereségekkel mindkét oldalon (ráadásul a római légiók fellázadtak, és végül, 249-ben Decius meggyilkolta a császárt), amikor az udvarhelyi castrum is elpusztult.
A 14. század folyamán valószínűleg ferencesek vagy domonkosok kerültek az erődítménybe, akiknek zárdája a 16. század közepéig fennállott.
A székelyek köztudottan vehemensen ellenezték, hogy a Székelyföldön bármilyen vár épüljön. Ebbéli álláspontjuk még a tatárjárás után sem változott, ezért az erdélyi vajdák a templomok megerősítésével (vártemplomok) próbálták növelni a terület védelmi képességeit.
Az ó- és új-olasz rendszerű bástyákkal ellátott reneszánsz vár több szakaszban (1490-92, 1561-65) épült az egykori domonkos illetve ferences rendház helyén.
1492-ben a székelyek II. Ulászlóhoz intézett levelükben így panaszkodtak Báthory István erdélyi vajdára és székely ispánra: „És ami gonoszabb, s mit sohasem hallottunk, közöttünk kastélyt építtetett, melyből bennünket mindig bátran elnyomhasson és rabolhasson. ” A király 1493. január 19-én felmentette tisztségéből a vajdát, és az udvarhelyi várat valószínűleg visszaadta valamelyik szerzetesrendnek, amely a XVI. század közepéig használta.
A várat János Zsigmond fejedelem 1562-65 között, az ellene fellázadt székelyek megfékezésére, újjáépítette és megerősítette, és így – a háromszéki, szimbolikus nevű Székelybánja várral kiegészítve – több évtizeden át a fejedelmi hatalom támaszaként szolgált.
Amikor Mihai Viteazul havasalföldi vajda Erdélybe betört, a székelyek azzal a feltétellel álltak mellé, hogy visszakapják régi szabadságjogaikat, és az ellenük emelt két várat, a székelyudvarhelyi Székelytámadt várat és a Várhegyen emelt Székelybánja várat lerombolhatják. Ennek megfelelően a várakat 1599-ben le is rombolták.
Benkő József (1740-1814) „A székelyek és székelyföld” c. latin nyelven írt munkájában (fordítása megjelent az "Erdélyi ritkaságok" c. sorozatban 1944-ben) közölt leírás szerint: „A vár falán két helyen a kőbe vésett jelvények most is láthatók: a pajzsnak felső részében a Nap és a Hold, a négy folyóval és a kettős kereszttel, (amelyek Magyarország jelvényei), továbbá egy sas, fején koronával, egy oroszlán és két felől egy-egy farkas feje, két lába és mellső része. A pajzsnak alsó részén 3 emberi fej, egyik felől egy egyszarvú, másfelől egy kígyó szájában egy kisgyermekkel, amint karjait széttárja (NB: ez utóbbi János Zsigmond jelvénye).” Ez a leírás valószínűleg 1787-89 között született, amikor Benkő József Székelyudvarhelyen lelkész-tanárként dolgozott.